# Christian Selva
Pour les articles homonymes, voir Selva.
Christian Selva est un chanteur français né et mort à Amiens (27 mars 1920 - 19 décembre 1991) qui a notamment été la voix des chansons du film Pinocchio de Walt Disney. 

## Biographie
Christian Selva est le nom de scène de René Patte proposé par Georges van Parys.
Christian Selva s'intéressa très tôt à la musique et au chant. Encouragé et conseillé dans sa vocation de chanteur par Paul Franz et Reynaldo Hahn, cet ancien élève de Georges Thill fut le premier interprète des Chants de France de Joseph Canteloube, avec lequel il participera à de très nombreuses émissions radiophoniques consacrées aux chants populaires et enregistra 4 disques en 1942-1943, avec l'auteur au piano. Ténor demi-caractère, il interpréta par la suite les mélodies de Fauré, Duparc, Gounod et Massenet, avant de se diriger vers l'opérette et la comédie musicale : en Angleterre, tout d'abord dès 1949, avec Latin Quarter de Paul Durand (paroles de Kermit Goell), une comédie musicale anglaise dont il sera la vedette et qui tiendra l'affiche plus d'un an à Londres. 
La Belgique et l'Allemagne seront aussi ses autres pays d'adoption puisqu'il y interprétait fréquemment des opérettes de Franz Léhar et grava Le Pays du sourire (Opéra de Liège, 1950). En France, il créa à Paris, en 1954 et 1958, deux autres opérettes à succès au théâtre de l'Européen ; Mon P'tit pote avec Roger Nicolas, de Marc Cab et Jean Valmy sur une musique de Jack Ledru (disques Decca) et Coquin de printemps des mêmes auteurs, musique de Guy Magenta et paroles de Fernand Bonifay (Disques Pacific) (avec Henri Génès puis Fernand Sardou, Jeannette Batti et Orbal). En 1957, il interprète l'opérette de Francis Lopez À la Jamaïque, avec Jane Sourza, Rogers, Jacques Mareuil et Fred Pasquali. De retour à Londres en 1959, pour y tenir le rôle principal de l'opéra comique anglais Bless the Bride de A.P. Herbert, musique de Vivian Ellis, il effectuera avec succès (la critique le compara à Richard Tauber) une longue tournée à travers toute l'Angleterre et l'Écosse. Fin 1960, il décidait de poursuivre sa carrière aux États-Unis et devenait la vedette d'un show au casino Stardust de Las Vegas.
- 1957 : À la Jamaïque, opérette de Francis Lopez et Raymond Vincy, mise en scène Fred Pasquali, Théâtre des Célestins